# Тројен
Тројен (њем. Treuen) град је у њемачкој савезној држави Саксонија. Једно је од 45 општинских средишта округа Фогтланд. Према процјени из 2010. у граду је живјело 8.740 становника. Посједује регионалну шифру (AGS) 14523430.

## Географски и демографски подаци
Тројен се налази у савезној држави Саксонија у округу Фогтланд. Град се налази на надморској висини од 424 метра. Површина општине износи 43,7 km². У самом граду је, према процјени из 2010. године, живјело 8.740 становника. Просјечна густина становништва износи 200 становника/km².